# Cumbio (canción)
Cumbio es una canción escrita por el músico y productor uruguayo Juan Campodónico y el músico uruguayo Martín Rivero.
Pertenece al disco Campo, el primer disco de estudio del colectivo musical Campo, fundado y liderado por Juan Campodónico y fue grabada en 2011. Producida por Juan Campodónico y Gustavo Santaolalla (ambos integrante de la banda Bajofondo). En los instrumentos están de Luciano Supervielle (piano eléctrico) y Nico Arnicho (güiras, pailas, cencerros y congas). La canción fue escrita por Juan Campodónico y Martín Rivero, quien también la canta; este fue le primer tema que ambos compusieron para le disco.
La canción tiene además de la original, dos versiones, una mezclada por Pablo Bonilla, y otra versión con la banda uruguaya Santé Les Amis. El título Cumbio hace referencia a una cumbia vista desde un costado diferente.
En 2014, Cumbio fue nominada para los Premios Graffiti como mejor video.
| N.º | Título                          | Duración |  |
| 1.  | «Cumbio»                        | 4.05     |  |
| 2.  | «Cumbio (Pablo Bonilla remix)»  | 5.09     |  |
| 3.  | «Cumbio (Santé Les Amis Remix)» | 3.58     |  |